# Der Sämann (Berlin-Lichtenberg)

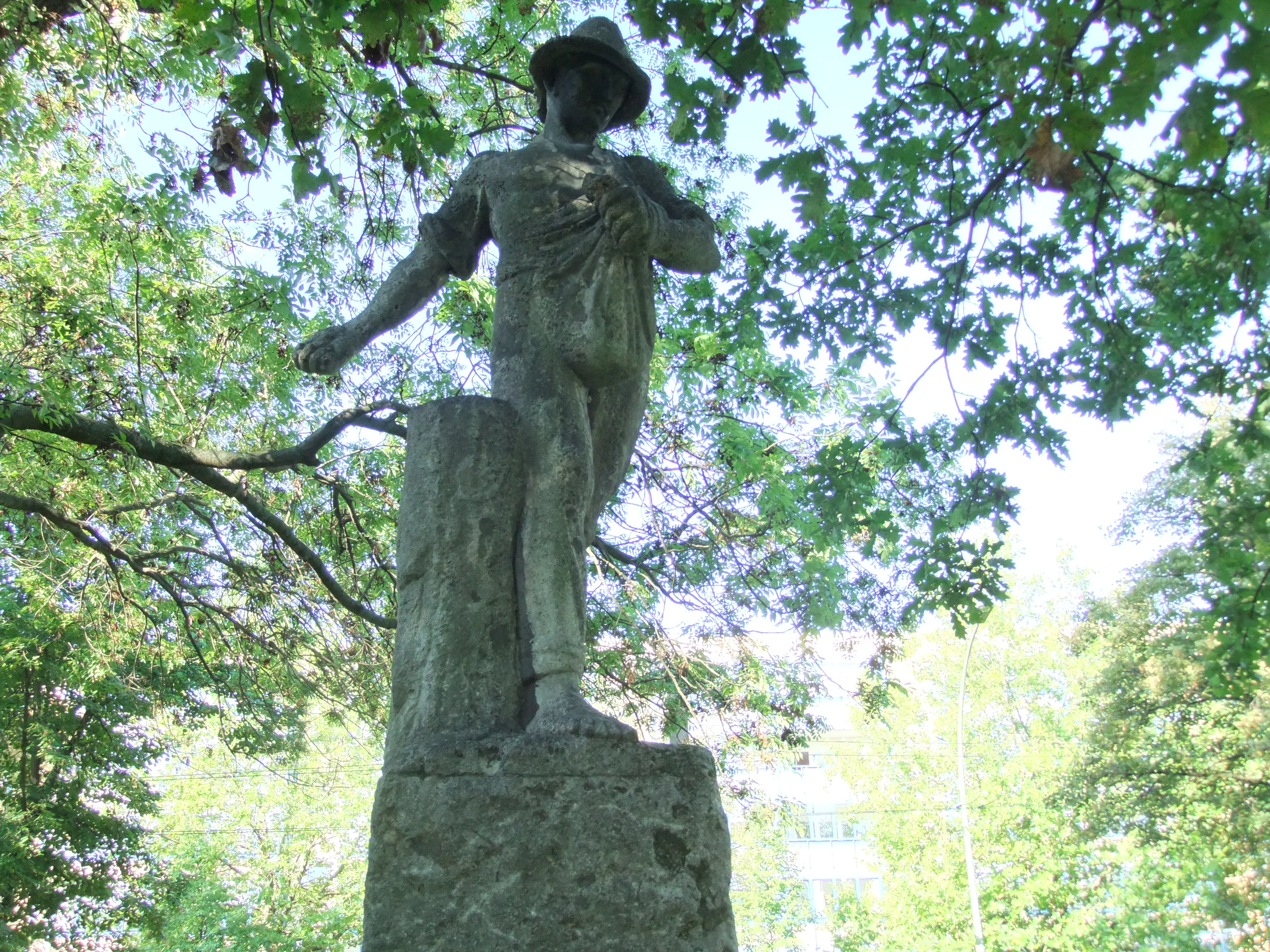
Der Sämann

Die Skulptur Der Sämann ist ein Kunstwerk eines unbekannten Bildhauers im Berliner Bezirk Lichtenberg. Es befindet sich auf dem historischen Dorfanger von Lichtenberg nördlich der Alten Pfarrkirche. Sie steht unter Denkmalschutz.

## Geschichte
Mit der Namensverleihung des früheren Dorfangers Loeperplatz ging die Aufstellung eines geeigneten Denkmals einher. Ein (namentlich nicht überlieferter) Steinmetz meißelte die Symbolfigur eines Bauern. Die Gestaltung des Platzes um die alte Dorfkirche geht auf einen Teil des Testaments von Julius Loeper zurück, veröffentlicht in einem Lichtenberger Verwaltungsbericht von 1910: „Die ehemalige an der Möllendorffstraße liegende Dorfaue soll […] freigelegt und in einen öffentlichen Schmuckplatz umgewandelt werden, der den Namen Löperplatz führen soll.“ Im Bericht heißt es dazu: „Wegen seiner (des Angers) großen Ausdehnung sind mehrere Wege entworfen, die ihn nach allen Richtungen durchkreuzen und einen geeigneten Zugang zur Kirche gewähren. Etwa in der Mitte dieser Anlagen ist ein kreisrunder Platz vorgesehen, auf welchem die Büste des Stifters dieses Platzes aufgestellt werden soll.“ Statt der Büste entstand ein größeres Denkmal, welches bei späteren Umgestaltungsarbeiten der Grünanlage nördlich der Kirche einen neuen unauffälligeren Standort erhielt.

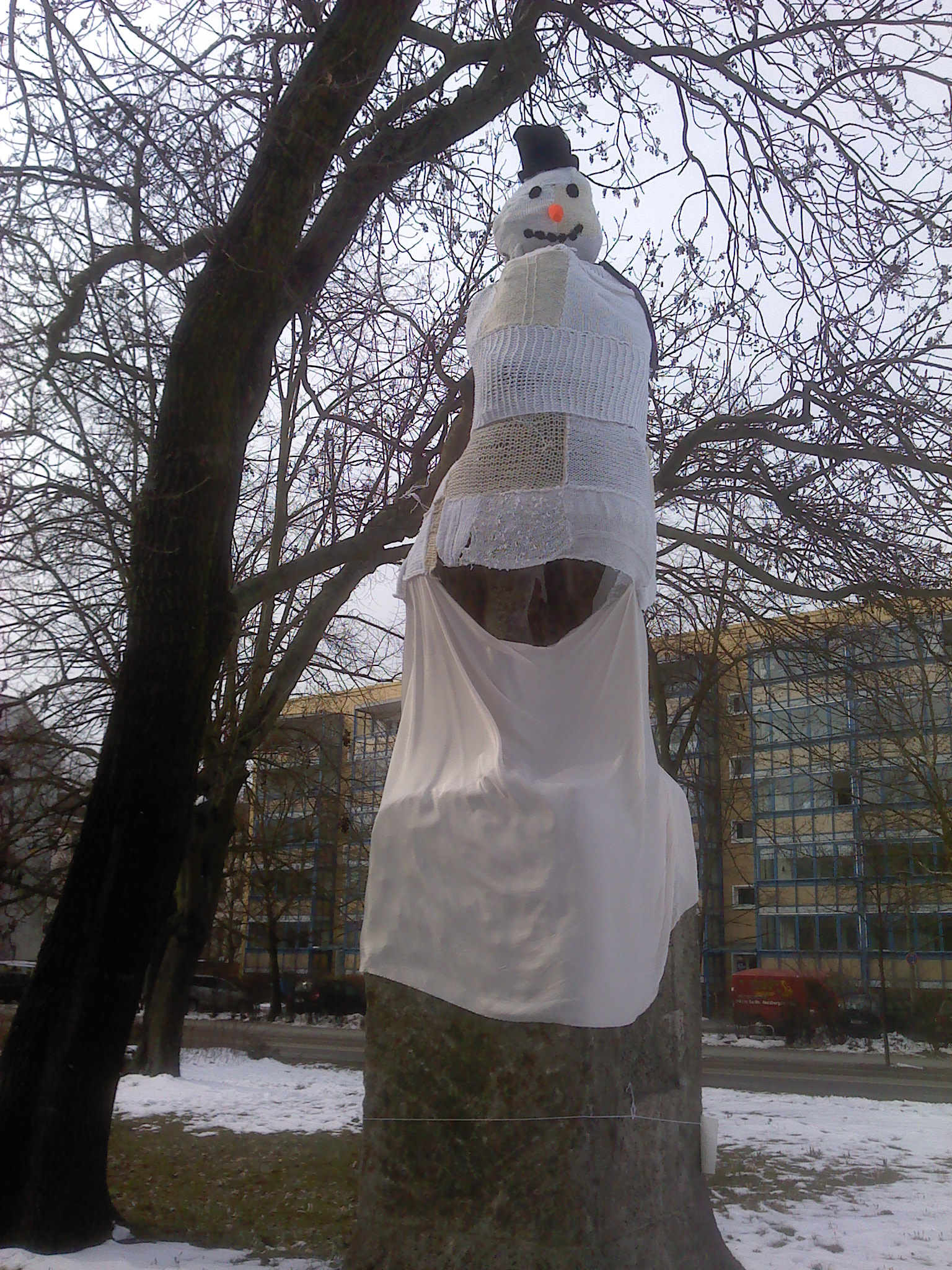
Sämann als Schneemann

Im Jahr 2013 wurde der Sämann plötzlich zum Schneemann: Ein Team von Häklerinnen, Strickerinnen und Näherinnen hatte sich vorgenommen, ausgewählte Orte bzw. Objekte im öffentlichen Raum durch Handarbeiten zu „verschönern“. Aufmerksame Stadtbesucher konnten beispielsweise umhäkelte Fahrradständer, umhäkelte Spielfiguren auf Spielplätzen oder Ähnliches entdecken. Doch nun hatte die Gruppe, die sich Wooligans nannte, eine Skulptur auserkoren: der Kopf wurde mit weißen Häkel- und Stoffteilen nach dem Patchwork-Prinzip verhüllt, mit einer wollenen roten Nase sowie einem schwarzen Woll-Zylinder versehen, dem steinernen Körper war ein weißer Häkel-/Strick-Stoff-Umhang angepasst worden. Als die Lichtenberger Bürgermeisterei nach der Aktion Bringing Winter back befragt worden war, hieß es, ein Antrag für eine Verhüllung sei nicht erteilt worden. Da dem Denkmal mit der weichen Hülle aber nicht geschadet werde, wolle man das befristet dulden.

## Beschreibung
Eine aus Sandstein geschlagene Figur eines Landarbeiters, der aus einem Saatgutsack bzw. einem Umhängebeutel Saatkörner in einer ausladenden Armbewegung streut, steht auf einem hohen zweigeteilten Sockel und dieser wiederum auf einer rechteckigen Steinplatte von geringer Höhe. An einer Seite des Sockels ist zu erkennen, dass hier eine rechteckige Tafel (Maße zirka 50 × 70 cm) eingelassen war. Hier soll sich ein Bronzeporträt des Julius von Roeder befunden haben. Die Gutsbesitzerfamilie, insbesondere der Vater Martin Friedrich Loeper, gilt als bedeutend für die Entwicklung der Gemeinde Lichtenberg. Sie hatten als Dorfschulzen großen Einfluss auf die Entwicklung der Landgemeinde. Auf ihre Initiative siedelten sich die ersten industriellen Unternehmen an, es entstanden neue Straßennetze und zahlreiche Mietwohnhäuser sowie eine entsprechende Infrastruktur. So kann das Denkmal auch als Symbol der menschlichen Ansiedlung hier vor den Toren der Stadt Berlin betrachtet werden.
Der Sämann ist (Stand 9/2023) schon leicht verwittert, die Steine sind bemoost und von den Abgasen des Straßenverkehrs gedunkelt. Im Museum Lichtenberg befinden sich weitere Hinweise auf Details des Denkmals einschließlich historischer Fotos.